# Głodzenie
Głodzenie (łac. detractio) – przyjmowanie pokarmu w ilości niewystarczającej do pokrycia zapotrzebowania organizmu. Długotrwałe głodzenie prowadzi początkowo do spadku masy ciała, następnie do wyniszczenia, niewydolności narządów wewnętrznych i w końcowym etapie do śmierci.

## Patofizjologia głodzenia
W warunkach fizjologicznych (prawidłowych) pokarm jest przyjmowany w sposób przerywany, a energia wydatkowana w sposób ciągły. Organizm ludzki jest naturalnie przystosowany do głodzenia i uruchamia mechanizmy adaptacyjne zarówno w okresie krótko- i długotrwałego głodzenia. W eksperymencie Minnesota podawano 32 młodym ochotnikom 2/3 ich dziennego potrzebowania przez okres 24 tygodni. Zaobserwowano utratę 23% masy ciała, 71% masy tkanki tłuszczowej, 24% masy komórkowej (bogate w potas komórki zużywające energię) i 40% spadek wskaźnika metabolicznego. Po 24 tygodniach nastąpiła stabilizacja masy ciała związana z redukcją masy ciała, spadkiem poziomu katecholamin i hormonów tarczycy w surowicy oraz zaprzestaniem aktywności fizycznej.

## Obraz kliniczny
Reakcja organizmu na głodzenie jest zależna od zasobów energetycznych, czasu trwania głodzenia oraz dodatkowych sytuacji stresowych takich jak uraz, sepsa lub ciężka choroba. Głodzenie w okresie powyżej 3 miesięcy, utrata 40% masy ciała lub spadek BMI poniżej 10 u kobiet i 11 u mężczyzn prowadzi zwykle do śmierci. Opisano przypadki leczniczego głodzenia u bardzo otyłych osób trwające 249 i 382 dni.

### Głodzenie proste
W głodzeniu prostym w ciągu 72 godzin zostają zużyte rezerwy glikogenu, procesy glukoneogenezy rozpoczynają się po 24 godzinach, w których stopniowo są zużywane tłuszcze i białka. W ciągu pierwszych 48 godzin wzrasta metabolizm, który następnie spada. W pierwszym okresie proces glukoneogenezy z aminokwasów prowadzi do utraty białka w wysokości 50 gramów na dobę (200 gramów mięśni na dobę), proces ten ulega zahamowaniu w miarę przechodzenia mózgu ze spalania glukozy na ciała ketonowe. Głodzenie proste prowadzi do głodzenia typu marasmus.

### Głodzenie stresowe
W głodzeniu stresowym (in. głodzenie powikłane) oprócz głodzenia dodatkowym elementem jest sytuacja stresowa, taka jak uraz, sepsa lub ciężka choroba. W takiej sytuacji z powodu odpowiedzi metabolicznej na stres nie dochodzi do spadku katabolizmu, wzrasta wskaźnik metaboliczny, insulinooporność wzrasta w większym stopniu niż w głodzeniu prostym. Głodzenie stresowe prowadzi do głodzenia typu kwashiorkor.

### Głodzenie przedoperacyjne
Współcześnie (2011) zaleca się głodzenie przez 6 godzin przed planowanym zabiegiem operacyjnym oraz niespożywanie klarownych płynów (kawa, herbata, sok) przez 2 godziny przed planowanym zabiegiem operacyjnym.